# Reise, Reise
Reise, Reise – czwarty album studyjny grupy Rammstein, wydanym 27 września 2004 roku.

## Tytuł
Tytuł albumu jest aluzją do tradycyjnego porannego zawołania niemieckich marynarzy – w wolnym tłumaczeniu „Pobudka, wstać!”. (W dosłownym tłumaczeniu: „Podróż, podróż!” lub „Jazda, jazda!”).

## Okładka
Okładka albumu jest nawiązaniem do samolotowej czarnej skrzynki, na której widnieje napis Flugrekorder//nicht öffnen (rejestrator lotu//nie otwierać). Jest także nawiązaniem do piosenki Dalai Lama, w której mowa jest o wypadku lotniczym.
Wypadek podczas lotu Japan Airlines 123, który w pewnym stopniu zainspirował album, miał miejsce 12 sierpnia 1985 roku, kiedy to Boeing 747 Japan Airlines rozbił się w górach pół godziny po starcie z tokijskiego lotniska Haneda. 520 spośród 524 pasażerów i członków załogi poniosło wówczas śmierć. Do dziś jest to jeden z najtragiczniejszych wypadków lotniczych w historii. Prawdopodobnie ze względu na to, że skrzynka zamieszczona na okładce pochodziła z samolotu obsługiwanego przez japońskie linie, na japońskiej wersji albumu widnieje olbrzymi lodołamacz z dziurą w boku (owa fotografia posłużyła za główną okładkę wydanego rok później albumu Rosenrot).
Po przewinięciu pierwszej piosenki (Reise, Reise) do tyłu (na odtwarzaczu CD) do 37. sekundy usłyszeć można nagranie z rejestratora głosu (CVR) z kokpitu japońskiego Boeinga 747, który rozbił się w ww. wypadku. Długość albumu odnosi się do numeru Boeinga.

## Lista utworów
1. Reise, Reise – 04:12
2. Mein Teil – 04:33
3. Dalai Lama – 05:39
4. Keine Lust – 03:43
5. Los – 04:24
6. Amerika – 03:47
7. Moskau (feat. Victoria Fersh) – 04:17
8. Morgenstern – 04:00
9. Stein um Stein – 03:53
10. Ohne dich – 04:32
11. Amour – 04:51

## Utwory

### Los
Słowo los użyte w tekście piosenki ma dwojakie znaczenie i jak należy je rozumieć, zależy od interpretacji. Pierwsze to przyrostek oznaczający mniej więcej „bez” (jak np. geschmacklos – bez gustu, hoffnungslos – beznadziejny). Natomiast drugie jest potocznym zawołaniem oznaczającym „no już”, „szybciej”, „chodź” itp. (podobnym do angielskiego come on).
W 2015 roku, na kompilacji „Raritäten”, została wydana inna wersja tego utworu, „Los (Full Band Version)”, czyli zagrana przez wszystkich członków zespołu, i jest dłuższa od wersji albumowej.

## Pozycje na listach
| Lista         | Kraj              | Pozycja |
| ------------- | ----------------- | ------- |
| Billboard 200 | Stany Zjednoczone | 61      |
| OLiS          | Polska            | 17      |